# Wahn zonulitis
Wahn zonulitis là một loài bọ cánh cứng trong họ Cerambycidae.